# Liga de Campeones de la CAF 2016
La Liga de Campeones de la CAF 2016 fue la 51.ª edición, y la 20.ª bajo el formato actual, del torneo de fútbol a nivel de clubes más importante de África organizado por la CAF y que cuenta con la participación de hasta 69 equipos representantes de todo elcontinente. El campeón del torneo clasifica para disputar la Copa Mundial de Clubes de la FIFA 2016 y la Supercopa de la CAF 2017.

## Distribución de equipos
Los 56 miembros afiliados a la CAF forman parte de la Liga de Campeones de la CAF 2016, donde los 12 miembros más fuertes según el ranking tienen derecho a enviar al torneo dos equipos cada uno. Asimismo, el campeón de la Liga de Campeones de la CAF 2015 (TP Mazembe de la República Democrática del Congo) tiene asegurada su participación en el torneo en calidad de campeón defensor.

### Ranking de la CAF
Para determinar la cantidad de clubes representantes de cada miembro afiliado que participan de la Liga de Campeones de la CAF 2016 se utilizan los resultados obtenidos en la Liga de Campeones de la CAF y en la Copa Confederación de la CAF en las temporadas de 2010 a 2014. Calculando el desempeño de los clubes de cada asociación en dicho período y en ambas competencias, el criterio de puntuación es el siguiente:
| Instancia                    | Liga de Campeones | Copa Confederación |
| ---------------------------- | ----------------- | ------------------ |
| Campeón                      | 5 puntos          | 4 puntos           |
| Finalista                    | 4 puntos          | 3 puntos           |
| Semifinalistas               | 3 puntos          | 2 puntos           |
| 3.er lugar en fase de grupos | 2 puntos          | 1 punto            |
| 4.º lugar en fase de grupos  | 1 punto           | 1 punto            |

Los puntos se multiplican de acuerdo al coeficiente de los siguientes años:
- 2014 – 5
- 2013 – 4
- 2012 – 3
- 2011 – 2
- 2010 – 1

## Calendario
| Fase           | Ronda       | Fecha del sorteo        | Ida                       | Vuelta                    |
| -------------- | ----------- | ----------------------- | ------------------------- | ------------------------- |
| Clasificatoria | Preliminar  | 11 de diciembre de 2015 | 12–14 de febrero de 2016  | 26-28 de febrero de 2016  |
| Clasificatoria | 1           | 11 de diciembre de 2015 | 11-13 de marzo de 2016    | 18–20 de marzo de 2016    |
| Clasificatoria | 2           | 11 de diciembre de 2015 | 8–9 de abril de 2016      | 19–20 de abril de 2016    |
| Fase de grupos | Fecha 1     | s/c                     | 17 - 19 de junio de 2016  | 17 - 19 de junio de 2016  |
| Fase de grupos | Fecha 2     | s/c                     | 28 - 29 de junio de 2016  | 28 - 29 de junio de 2016  |
| Fase de grupos | Fecha 3     | s/c                     | 15 - 17 de julio de 2016  | 15 - 17 de julio de 2016  |
| Fase de grupos | Fecha 4     | s/c                     | 26 - 27 de julio de 2016  | 26 - 27 de julio de 2016  |
| Fase de grupos | Fecha 5     | s/c                     | 12 - 14 de agosto de 2016 | 12 - 14 de agosto de 2016 |
| Fase de grupos | Fecha 6     | s/c                     | 23 - 24 de agosto de 2016 | 23 - 24 de agosto de 2016 |
| Eliminación    | Semifinales | s/c                     | 16 - 18 de septiembre     | 23 - 25 de septiembre     |
| Eliminación    | Final       | s/c                     | 14 - 16 de octubre        | 21 - 23 de octubre        |

## Ronda clasificatoria
El sorteo de las eliminatorias preliminares, primera y segunda se
celebró el 11 de diciembre de 2015, Dakar.
Los partidos de calificación se juegan de ida y vuelta.
Si el marcador global sigue empatado después del partido de vuelta,
la regla de los goles marcados como visitante se aplica,
y si aún sigue empatado, se realizaran tandas de penaltis para
determinar el ganador (sin tiempo extra se juega).

### Ronda preliminar
La Ronda Preliminar la diputaran 42 equipos en partidos de ida y vuelta, en caso de empate el resultado global se tomara en cuenta los goles de visitante(v) y si el marcador sigue empatado serán los tiros de penal (p) que defina el ganador de la serie. Esta fase comenzara el 12 de febrero de 2016 y terminara el 28 de febrero
| Equipo 1              | Agr.      | Equipo 2             | Ida   | Vuelta |
| --------------------- | --------- | -------------------- | ----- | ------ |
| Mafunzo FC            | 0 - 4     | AS Vita Club         | 0 - 3 | 0 - 1  |
| Mochudi Centre Chiefs | w.o.1     | Ferroviario Maputo   | -     | -      |
| Chicken Inn           | 1 - 2     | Mamelodi Sundowns    | 1 - 0 | 0 - 2  |
| Warri Wolves          | w.o.2     | Sporting Praia Cruz  | -     | -      |
| AS Mangasport         | 0 - 3     | Étoile du Congo      | 0 - 0 | 0 - 3  |
| Wydad Casablanca      | 3 - 2     | AS Douanes           | 2 - 0 | 1 - 2  |
| Gor Mahia FC          | 1 - 3     | CNaPS Sports         | 1 - 2 | 0 - 1  |
| Saint-George SA       | 4 - 1     | Saint Michel United  | 3 - 0 | 1 - 1  |
| Vipers SC             | 1 - 2     | Enyimba FC           | 1 - 0 | 0 - 2  |
| Lioli FC              | 2 - 2 (v) | Vital'O F.C.         | 1 - 2 | 1 - 0  |
| OC Khouribga          | 4 - 2     | Gamtel               | 2 - 1 | 2 - 1  |
| Stade Malien          | 4 - 1     | RC de Bobo Dioulasso | 3 - 1 | 1 - 0  |
| ZESCO United          | 3 - 0     | Al-Ghazal            | 2 - 0 | 1 - 0  |
| AS Douanes            | 0 - 4     | Horoya               | 0 - 0 | 0 - 4  |
| Mbabane Swallows      | 2 - 4     | A.P.R.               | 1 - 0 | 1 - 4  |
| Cercle de Joachim     | 0 - 3     | Young Africans SC    | 0 - 1 | 0 - 2  |
| Recreativo do Libolo  | 9 - 1     | Racing de Micomeseng | 5 - 1 | 4 - 0  |
| Volcan Club           | w.o.3     | Kaizer Chiefs        | 0 - 4 | -      |
| AS CotonTchad         | 0 - 1     | ASEC Mimosas         | 0 - 1 | 0 - 0  |
| Onze Créateurs        | 1 - 2     | Al-Ahly Trípoli      | 1 - 2 | 0 - 0  |
| Nimba United          | 1 - 4     | Union Douala         | 1 - 3 | 0 - 1  |
| Club Africain         | 2 - 0     | AS Tanda             | 2 - 0 | 0 - 0  |
| Ashanti Gold          | 1 - 3     | MO Béjaïa            | 1 - 0 | 0 - 3  |

1- Mochudi Centre Chief se retiró del torneo.

2- Sporting Praia Cruz se retiró del torneo.

3- Volcan Club no pudo llegar al partido de vuelta.

### Primera ronda
| Equipo 1             | Agr.      | Equipo 2           | Ida   | Vuelta |
| -------------------- | --------- | ------------------ | ----- | ------ |
| AS Vita Club         | 2 - 1     | Ferroviario Maputo | 1 - 0 | 1 - 1  |
| Mamelodi Sundowns    | 3 - 1     | AC Léopards        | 2 - 0 | 1 - 1  |
| Warri Wolves         | 0 - 2     | Al-Merreikh        | 0 - 1 | 0 - 1  |
| Étoile du Congo      | 3 - 5     | ES Sétif           | 1 - 1 | 2 - 4  |
| Wydad Casablanca     | 6 - 3     | CNaPS Sports       | 5 - 1 | 1 - 2  |
| Saint-George SA      | 2 - 3     | TP Mazembe         | 2 - 2 | 0 - 1  |
| Enyimba FC           | 6 - 3     | Vital'O F.C.       | 5 - 1 | 1 - 2  |
| OC Khouribga         | 1 - 3     | Etoile du Sahel    | 1 - 1 | 0 - 2  |
| Stade Malien         | 2 - 1     | Coton Sport FC     | 2 - 0 | 0 - 1  |
| ZESCO United         | 4 - 3     | Horoya             | 4 - 1 | 0 - 2  |
| A.P.R.               | 2 - 3     | Young Africans SC  | 1 - 2 | 1 - 1  |
| Recreativo do Libolo | 0 - 2     | Al-Ahly            | 0 - 0 | 0 - 2  |
| Kaizer Chiefs        | 0 - 1     | ASEC Mimosas       | 0 - 1 | 0 - 0  |
| Al-Ahly Trípoli      | 2 - 2 (v) | Al-Hilal           | 1 - 0 | 1 - 2  |
| Union Douala         | 0 - 3     | Zamalek            | 0 - 1 | 0 - 2  |
| Club Africain        | 1 - 2     | MO Béjaïa          | 1 - 0 | 0 - 2  |

### Segunda ronda
| Equipo 1         | Agr.              | Equipo 2          | Ida   | Vuelta |
| ---------------- | ----------------- | ----------------- | ----- | ------ |
| Vita Club        | 2 - 2 (v.) (w.o.) | Mamelodi Sundowns | 1 - 0 | 1 - 2  |
| Al-Merreikh      | 2 - 2 (v.)        | Sétif             | 2 - 2 | 0 - 0  |
| Wydad Casablanca | 3 - 1             | Mazembe           | 2 - 0 | 1 - 1  |
| Enyimba          | 3 - 3 (4-3 p.)    | Étoile du Sahel   | 3 - 0 | 0 - 3  |
| Stade Malien     | 2 - 5             | ZESCO United      | 1 - 3 | 1 - 2  |
| Young Africans   | 2 - 3             | Al-Ahly           | 1 - 1 | 1 - 2  |
| ASEC Mimosas     | 3 - 2             | Al-Ahly Trípoli   | 2 - 0 | 1 - 2  |
| Zamalek          | 3 - 1             | MO Béjaïa         | 2 - 0 | 1 - 1  |

^ La CAF anunció el 24 de mayo de 2016 que Mamelodi Sundowns avanza de ronda por walkover, después de que el AS Vita Club fuera descalificado para alinear a un jugador inelegible en su ronda preliminar contra Mafunzo.
Los ganadores de la segunda ronda avanzan a la fase de grupos, mientras que los perdedores entran en la ronda play-off de la Copa Confederación de la CAF 2016

## Fase de grupos
El sorteo de la fase de grupos se llevó a cabo el 24 de mayo de 2016. Los ocho equipos fueron distribuidos en dos grupos de cuatro equipos cada uno. Cada grupo se juega en encuentros de ida y vuelta todos contra todos. Los ganadores y segundos puestos de cada grupo avanzan a las semifinales.
- Calendario de Partidos del 17 de junio al 23 de agosto.

### Grupo A
| Pos. | Equipo           | Pts. | PJ | G | E | P | GF | GC | Dif. | Clasificación |
| ---- | ---------------- | ---- | -- | - | - | - | -- | -- | ---- | ------------- |
| 1    | Wydad Casablanca | 11   | 6  | 3 | 2 | 1 | 6  | 3  | +3   | Semifinales   |
| 2    | ZESCO United     | 9    | 6  | 2 | 3 | 1 | 10 | 9  | +1   | Semifinales   |
| 3    | Al-Ahly (E)      | 6    | 6  | 1 | 3 | 2 | 6  | 7  | −1   |               |
| 4    | ASEC Mimosas (E) | 5    | 6  | 1 | 2 | 3 | 5  | 8  | −3   |               |

 Fuente: CAF
| 18 de junio de 2016 | ZESCO United                   | 3 - 2   | Al-Ahly       | Estadio Levy Mwanawasa, Ndola, Zambia |                                    |
|                     | Ching'andu 27' · Chama 49' 55' | Reporte | Antwi 30' 68' | Árbitro(s): Davies Omweno ( Kenia)    | Árbitro(s): Davies Omweno ( Kenia) |

| 18 de junio de 2016 | ASEC Mimosas | 0 - 1   | Wydad Casablanca | Estadio Robert Champroux, Abiyán, Costa de Marfil |                                      |
|                     |              | Reporte | Saidi 38'        | Árbitro(s): Bakary Gassama ( Gambia)              | Árbitro(s): Bakary Gassama ( Gambia) |

| 28 de junio de 2016 | Al-Ahly    | 1 - 2   | ASEC Mimosas           | Estadio Borg El Arab, Alejandría, Egipto |                                       |
|                     | Hegazy 53' | Reporte | Zakri 29' · Niamke 80' | Árbitro(s): El Fadil Mohamed ( Sudán)    | Árbitro(s): El Fadil Mohamed ( Sudán) |

| 29 de junio de 2016 | Wydad Casablanca                | 2 - 0   | ZESCO United | Estadio Príncipe Moulay Abdellah, Rabat, Marruecos |                                              |
|                     | El Karti 12' · Owino 50' (a.g.) | Reporte |              | Árbitro(s): Bamlak Tessema Weyesa ( Etiopía)       | Árbitro(s): Bamlak Tessema Weyesa ( Etiopía) |

| 16 de julio de 2016 | ZESCO United                             | 3 - 1   | ASEC Mimosas | Estadio Levy Mwanawasa, Ndola, Zambia        |                                              |
|                     | Mwanza 32' · Ching'andu 36' · Mbombo 78' | Reporte | Dao 76'      | Árbitro(s): Juste Ephrem Zio ( Burkina Faso) | Árbitro(s): Juste Ephrem Zio ( Burkina Faso) |

| 16 de julio de 2016 | Al-Ahly | 0 - 0   | Wydad Casablanca | Estadio Borg El Arab, Alejandría, Egipto |                                       |
|                     |         | Reporte |                  | Árbitro(s): Youssef Essrayri ( Túnez)    | Árbitro(s): Youssef Essrayri ( Túnez) |

| 27 de julio de 2016 | ASEC Mimosas | 1 - 1   | ZESCO United | Estadio Robert Champroux, Abiyán, Costa de Marfil |                                           |
|                     | Koné 75'     | Reporte | Mwanza 80'   | Árbitro(s): Bernard Camille ( Seychelles)         | Árbitro(s): Bernard Camille ( Seychelles) |

| 27 de julio de 2016 | Wydad Casablanca | 0 - 1   | Al-Ahly   | Estadio Príncipe Moulay Abdellah, Rabat, Marruecos |                                          |
|                     |                  | Reporte | Rabia 47' | Árbitro(s): Mehdi Abid Charef ( Argelia)           | Árbitro(s): Mehdi Abid Charef ( Argelia) |

| 12 de agosto de 2016 | Al-Ahly                | 2 - 2   | ZESCO United | Estadio de Suez, Suez, Egipto      |                                    |
|                      | Rabia 31' · Moteab 85' | Reporte | Were 6' 35'  | Árbitro(s): Sidi Alioum ( Camerún) | Árbitro(s): Sidi Alioum ( Camerún) |

| 14 de agosto de 2016 | Wydad Casablanca          | 2 - 1   | ASEC Mimosas | Estadio Príncipe Moulay Abdellah, Rabat, Marruecos |                                               |
|                      | Khadrouf 59' · Ondama 89' | Reporte | Zakri 68'    | Árbitro(s): Hamada Nampiandraza ( Madagascar)      | Árbitro(s): Hamada Nampiandraza ( Madagascar) |

| 24 de agosto de 2016 | ASEC Mimosas | 0 - 0   | Al-Ahly | Estadio Robert Champroux, Abiyán, Costa de Marfil |                                         |
|                      |              | Reporte |         | Árbitro(s): Daniel Bennett ( Sudáfrica)           | Árbitro(s): Daniel Bennett ( Sudáfrica) |

| 24 de agosto de 2016 | ZESCO United | 1 - 1   | Wydad Casablanca | Estadio Levy Mwanawasa, Ndola, Zambia |                                      |
|                      | Owino 16'    | Reporte | Chikatara 55'    | Árbitro(s): Joshua Bondo ( Botsuana)  | Árbitro(s): Joshua Bondo ( Botsuana) |

### Grupo B
| Pos. | Equipo            | Pts. | PJ | G | E | P | GF | GC | Dif. | Clasificación |
| ---- | ----------------- | ---- | -- | - | - | - | -- | -- | ---- | ------------- |
| 1    | Mamelodi Sundowns | 9    | 4  | 3 | 0 | 1 | 6  | 5  | +1   | Semifinales   |
| 2    | Zamalek           | 6    | 4  | 2 | 0 | 2 | 3  | 3  | 0    | Semifinales   |
| 3    | Enyimba (E)       | 3    | 4  | 1 | 0 | 3 | 4  | 5  | −1   |               |
| 4    | ES Sétif (E)      | 0    | 0  | 0 | 0 | 0 | 0  | 0  | 0    | Descalificado |

 Fuente: CAF
| 18 de junio de 2016 | ES Sétif | Anulado originalmente 0 - 2) | Mamelodi Sundowns         | Stade 8 Mai 1945, Sétif, Argelia    |                                     |
|                     |          | Reporte                      | Mabunda 33' · Billiat 63' | Árbitro(s): Mahamadou Keita ( Mali) | Árbitro(s): Mahamadou Keita ( Mali) |

| 19 de junio de 2016 | Enyimba | 0 - 1   | Zamalek  | Estadio Adokiye Amiesimaka, Port Harcourt, Nigeria |                                          |
|                     |         | Reporte | Morsy 8' | Árbitro(s): Ali Lemghaifry ( Mauritania)           | Árbitro(s): Ali Lemghaifry ( Mauritania) |

| 29 de junio de 2016 | Mamelodi Sundowns        | 2 - 1   | Enyimba | Estadio Lucas Moripe, Pretoria, Sudáfrica |                                           |
|                     | Castro 42' · Arendse 78' | Reporte | Ojo 59' | Árbitro(s): Thierry Nkurunziza ( Burundi) | Árbitro(s): Thierry Nkurunziza ( Burundi) |

| 29 de junio de 2016 | Zamalek | Cancelado | ES Sétif | Estadio Petro Sport, El Cairo, Egipto |                                    |
|                     |         | Reporte   |          | Árbitro(s): Sidi Alioum ( Camerún)    | Árbitro(s): Sidi Alioum ( Camerún) |

| 17 de julio de 2016 | Enyimba | Cancelado | ES Sétif | Estadio Adokiye Amiesimaka, Port Harcourt, Nigeria |  |
|                     |         | Reporte   |          |                                                    |  |

| 17 de julio de 2016 | Zamalek     | 1 - 2   | Mamelodi Sundowns         | Estadio Petro Sport, El Cairo, Egipto         |                                               |
|                     | Ibrahim 36' | Reporte | Mabunda 17' · Billiat 66' | Árbitro(s): Hamada Nampiandraza ( Madagascar) | Árbitro(s): Hamada Nampiandraza ( Madagascar) |

| 26 de julio de 2016 | ES Sétif | Cancelado | Enyimba | Stade 8 Mai 1945, Sétif, Egipto |  |
|                     |          | Reporte   |         |                                 |  |

| 27 de julio de 2016 | Mamelodi Sundowns | 1 - 0   | Zamalek | Estadio Lucas Moripe, Pretoria, Sudáfrica |                                      |
|                     | Gabr 80' (a.g.)   | Reporte |         | Árbitro(s): Bakary Gassama ( Gambia)      | Árbitro(s): Bakary Gassama ( Gambia) |

| 13 de agosto de 2016 | Mamelodi Sundowns | Cancelado | ES Sétif | Estadio Lucas Moripe, Pretoria, Sudáfrica |  |
|                      |                   | Reporte   |          |                                           |  |

| 15 de agosto de 2016 | Zamalek          | 1 - 0   | Enyimba | Estadio Petro Sport, El Cairo, Egipto        |                                              |
|                      | Morsy 63' (pen.) | Reporte |         | Árbitro(s): Denis Dembélé ( Costa de Marfil) | Árbitro(s): Denis Dembélé ( Costa de Marfil) |

| 23 de agosto de 2016 | ES Sétif | Cancelado | Zamalek | Stade 8 Mai 1945, Sétif, Argelia |  |
|                      |          | Reporte   |         |                                  |  |

| 23 de agosto de 2016 | Enyimba                        | 3 - 1   | Mamelodi Sundowns | Estadio Adokiye Amiesimaka, Port Harcourt, Nigeria |                                              |
|                      | Uche 24' · Udoh 45' 49' (pen.) | Reporte | Tau 33'           | Árbitro(s): Juste Ephrem Zio ( Burkina Faso)       | Árbitro(s): Juste Ephrem Zio ( Burkina Faso) |

## Fase Final
|  | Semifinales       | Semifinales       | Semifinales       | Semifinales | Semifinales |   |         | Final   | Final | Final | Final | Final |
|  |                   |                   |                   |             |             |   |         |         |       |       |       |       |
|  | Wydad Casablanca  | Wydad Casablanca  | 0                 | 5           | 5           |   |         |         |       |       |       |       |
|  | Zamalek           | Zamalek           | 4                 | 2           | 6           |   |         |         |       |       |       |       |
|  |                   |                   |                   |             |             |   | Zamalek | Zamalek | 0     | 1     | 1     |       |
|  |                   | Mamelodi Sundowns | Mamelodi Sundowns | 3           | 0           | 3 |         |         |       |       |       |       |
|  | Mamelodi Sundowns | Mamelodi Sundowns | 1                 | 2           | 3           |   |         |         |       |       |       |       |
|  | ZESCO United      | ZESCO United      | 2                 | 0           | 2           |   |         |         |       |       |       |       |

- En cada llave, el equipo de arriba es el que ejerció la localía en el partido de vuelta.

### Semifinales
Zamalek - Wydad Casablanca
| 16 de septiembre de 2016 | Zamalek                                                 | 4:0 (2:0) | Wydad Casablanca | Estadio Borg El Arab, Alejandría |                            |
|                          | Shikabala 4' · Hefny 18' · Morsy 49' · Fathi 73' (pen.) | Reporte   |                  | Árbitro(s): Daniel Bennett       | Árbitro(s): Daniel Bennett |

| 24 de septiembre de 2016 | Wydad Casablanca                                        | 5:2 (3:1) | Zamalek                  | Estadio Moulay Abdellah, Rabat |                          |
|                          | Jebor 13' 45+1' · El Haddad 19' · Ondama 56' 64' (pen.) | Reporte   | Morsi 36' · Ohawuchi 81' | Árbitro(s): Néant Alioum       | Árbitro(s): Néant Alioum |

ZESCO United - Mamelodi Sundowns
| 17 de septiembre de 2016 | ZESCO United   | 2:1 (0:0) | Mamelodi Sundowns | Estadio Levy Mwanawasa, Ndola   |                                 |
|                          | Mwanza 54' 57' | Reporte   | Billiat 87'       | Árbitro(s): Hamada Nampiandraza | Árbitro(s): Hamada Nampiandraza |

| 24 de septiembre de 2016 | Mamelodi Sundowns   | 2:0 (1:0) | ZESCO United | Estadio Loftus Versfeld, Pretoria |                               |
|                          | Laffor 5' · Tau 64' | Reporte   |              | Árbitro(s): Mehdi Abid Charef     | Árbitro(s): Mehdi Abid Charef |

### Final
Mamelodi Sundowns - Zamalek
| 15 de octubre de 2016 | Mamelodi Sundowns                             | 3:0 (2:0) | Zamalek | Estadio Lucas Moripe, Pretoria |                           |
|                       | Laffor 31' · Langerman 40' · Gamal 46' (a.g.) | Reporte   |         | Árbitro(s): Davies Omweno      | Árbitro(s): Davies Omweno |

| 23 de octubre de 2016 | Zamalek      | 1:0 (0:0) | Mamelodi Sundowns | Estadio Borg El Arab, Alejandría |                            |
|                       | Ohawuchi 64' | Reporte   |                   | Árbitro(s): Bakary Gassama       | Árbitro(s): Bakary Gassama |

## Campeón
|                                     |
| Bandera de Sudáfrica                |
| Campeón Mamelodi Sundowns 1° título |